# Cuming megye
Cuming megye az Amerikai Egyesült Államokban, azon belül Nebraska államban található. Megyeszékhelye és legnagyobb városa West Point. Lakosainak száma 9013 fő (2020. április 1.). Cuming megye Thurston, Dodge, Burt, Colfax, Stanton és Wayne megyékkel határos.

## Népesség
A megye népességének változása:
| Lakosok száma | 9141 | 9126 | 9081 | 8996 | 9125 | 9013 |
|               | 2010 | 2011 | 2012 | 2013 | 2015 | 2020 |